# Hippolyte Pannecoucke

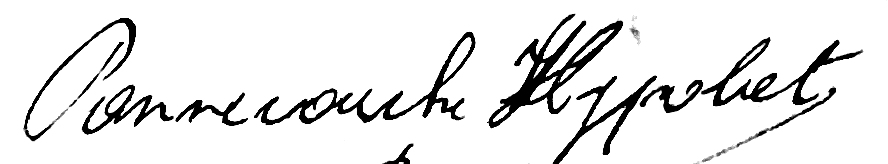
Handtekening van Pannecoucke

Hippolyte Leo Aloïse Pannecoucke (Deerlijk, 7 januari 1906 – Dendermonde, 29 december 1971) was een Belgisch crimineel, actief in de periode 1940-1951 en in 1971. Tussen 1951 en 1971 zat hij in de gevangenis, met een onderbreking in 1963-1964.
In zijn geboortestreek staat hij tot op vandaag bekend als ‘Pliet’ of ‘Plietie Pannies’, in de onderwereld was hij berucht onder zijn alias ‘meneer Jules’.

## Afkomst
Hippolyte Pannecoucke werd geboren als derde van zes kinderen in de Vichtestraat in Deerlijk in het gezin van wever Adolf en huishoudster Elisa Verborg.
Hij doorliep de lagere school in Deerlijk. In 1913 stierf grootvader Leo. Diens café De Prinse in de Waregemstraat (op de Molenhoek) kwam in handen van zijn zoon Adolf die daarna met zijn gezin verhuisde naar het café. In latere jaren zou Pannecoucke regelmatig bijspringen in de zaak van zijn ouders. Algauw kende het caféwezen voor hem geen geheimen meer. Toch werd hij slager. Door grote concurrentie floreerden de zaken evenwel niet en Pannecoucke keek uit naar een andere baan.

## Cafébaas annex slager en timmerman
In 1928 week Pannecoucke uit naar Waregem dat hij datzelfde jaar al verruilde voor Zwevegem. Daar baatte hij tot 1935 café In het Visschershof uit. Daarnaast was hij aan de slag als timmerman. Intussen was hij in 1929 gehuwd met Celina Vanhee. Uit het huwelijk kwamen zes kinderen voort, van wie het oudste zoontje op 13-jarige leeftijd zou overlijden.
Begin 1936 woonde Pannecoucke weer in Deerlijk en hij werd de baas van Café Central in de Harelbekestraat. De poort werd ingericht als slagerij. Het waren succesjaren en het café draaide een mooie omzet. Pannecoucke werd door zijn klanten geprezen als een schrander en innemend man die aan niemand een plezier kon weigeren.
Daarna volgde een serieuze tegenslag. Bij de Duitse inval in mei 1940 werd het café grotendeels vernield door de inslag van een artilleriegranaat. Pas laat in 1942 werd deze schade hersteld. Daarna deed Pannecoucke een aanvraag bij de gemeente tot naamswijziging van zijn herberg in De Sterre, wat niet werd toegestaan. In de buurt was namelijk al een café met deze naam. Pannecoucke besloot om elders een café te beginnen. Hij vond een geschikt pand in de René De Clercqstraat en opende er café De Sterre.

## Criminele carrière

### Smokkel
De Tweede Wereldoorlog bracht een kentering teweeg in de professionele loopbaan van Pannecoucke. Hij had bemerkt dat hij met clandestiene activiteiten veel meer kon verdienen dan met zijn café en begon grote vrachten tabak en tarwe naar Frankrijk te smokkelen. De zaken werden uitgebreid met de smokkel van illegaal gestookte drank. Zijn café bleef bestaan, maar smokkel werd de hoofdactiviteit van Pannecoucke. Hij smokkelde bij nacht en ontij, liefst in regenweer. Enkele vrachtrijders uit Deerlijk werkten met hem mee als chauffeur. Op de kop van de vrachtwagens kwam de ‘marchandise’ te staan, de achterkant werd geladen met oude meubelen of andere goederen. Pannecoucke werd een specialist in stempelvervalsingen en zette douaniers onder druk om een oogje dicht te knijpen bij controles. Overal had hij connecties.
Er waren grote risico's aan verbonden en soms liep het bijna verkeerd af. Zo werd hij op een bepaald moment in de buurt van Douai tegengehouden door een patrouille van de Feldgendarmerie – de Duitse militaire politie die onder meer instond voor de bestrijding van de zwarte markt en sluikhandel – waarbij hij weigerde te stoppen. Hij raasde met zijn vrachtwagen langsheen de Duitsers, die prompt de achtervolging inzetten. Daarbij werd er geschoten. Pannecoucke had geluk en kon ontsnappen.
Pannecoucke had ondanks (of dankzij?) de oorlogsomstandigheden zijn draai gevonden in de misdaad. Hij maakte snel naam en faam in de onderwereld. Ondertussen hielp hij in Deerlijk wel mensen die de eindjes niet aan elkaar konden knopen. Hij gaf ze tarwe en aardappelen of voorzag ze van geld, zonder dat ze er intrest voor moesten betalen.
Na de oorlog verdubbelde Pannecoucke zijn smokkelactiviteiten, maar die werden langzamerhand minder lucratief. Hij zag zich genoodzaakt om zijn horizon te verbreden. Voorlopig ging hij verder met zijn vertrouwde activiteiten. In de nacht van 2 december 1946 liep het echter mis toen hij met zijn vrachtwagen vol smokkelwaar door Harelbeke reed. Een onvoorzichtige fietser kruiste zijn pad, waarop Pannecoucke hem aanreed. De smokkelaar stopte wat verder, zag dat de fietser overleden was en legde het lichaam in een gracht. Toen ging hij er vandoor. Een getuige had evenwel Pannecoucke herkend en gaf hem aan bij de politie.
Gevolg was dat Pannecoucke nationaal werd geseind, ook in Frankrijk waar hij tevoren al gezocht werd door de autoriteiten. Hij dook onder. Het illegale tweede leven van de Deerlijkse cafébaas kwam aan het licht. Het werd nu algemeen bekend wat Pannecoucke ’s nachts in het schild voerde. Zijn vrouw en enkele van zijn dochters hielden het café verder open. Er bleef steeds veel volk over de vloer komen; velen waren dan ook nieuwsgierig naar nieuws over Pannecoucke.

### Berovingen
Met dit ongeval begon het gangsterleven voor Pannecoucke pas echt; noodgedwongen leefde hij van de ene misdaad naar de andere. In de streek gebeurden ’s avonds laat regelmatig overvallen op eenzame fietsers. Bepaalde huizen kregen een inbreker over de vloer die de verraste bewoners in hun slaapkamer geld afperste. Deze feiten werden toegeschreven aan Pannecoucke.
Op een zondagmiddag einde juli 1948 verscheen hij plots in Deerlijk. De straten in het centrum van de gemeente waren afgezet voor de jaarlijkse ommegang toen hij zich onder het publiek begaf. Hij trok naar zijn café waar iedereen met verstomming stond. Pannecoucke durfde zich tonen net op het moment dat hij bij verstek door de rechtbank van Kortrijk tot twee jaar cel was veroordeeld. Hij wilde absoluut nog eens zijn stervende zoontje zien. Nadien verdween hij even vlug als hij gekomen was. Niemand had Pannecoucke durven verklikken.
Nadien gingen alle remmen los bij Pannecoucke. Hij richtte een bende op en in de daaropvolgende jaren volgde een golf van diefstallen, overvallen en plunderingen te Desselgem, Etikhove, Herfelingen, Herzele, Houdeng-Goegnies, Lessines, Lokeren, Naast, Ninove, Oudenaarde, Ronse, Thoricourt, Waregem, Zwevegem enz. Diefstal van auto's, fietsen en zelfs vee of het zwaardere werk zoals gewapende overvallen op treinen, postkantoren, bedrijven en particulieren, Pannecoucke draaide er zijn hand niet voor om. In Chièvres maakte hij 42.000 frank (1.041 euro) buit, in La Louvière bijna 300.000 frank (7.437 euro) en bij de Cimenteries d’Obourg bijna 400.000 frank (9.916 euro).
In 1950 werd de bende opgerold, maar Pannecoucke ontsprong de dans. Hij bleef misdaden plegen en was de politie telkens te slim af. Velen begonnen sympathie te vertonen voor de ongrijpbare crimineel. Op 8 juli 1950 werd hij door de Boetstraffelijke rechtbank van Mons bij verstek veroordeeld tot een celstraf van 18 jaar en 500 frank (12,40 euro) boete. Ook werd hij veroordeeld voor het dragen van wapens.
Op 16 maart 1951 zou Pannecoucke in de streek van La Louvière zijn grootste slag slaan. Hij had gezien dat op regelmatige tijdstippen een bestelwagen van de kolenmijn van Mariemont-Bascoup naar de bank reed om geld op te halen. Daarmee werden de lonen van de mijnwerkers uitbetaald. Lange tijd had hij het traject en de gedragingen van de begeleiders van het transport nauwkeurig gadegeslagen. Nadien rekruteerde hij nieuwe bendeleden in Denderleeuw, waar samenkomsten waren bij een van de bendeleden thuis.
Op de dag van de overval zaten vijf mannen in de bestelwagen, twee bewapend met jachtgeweren en drie met matrakken. De lading bestond uit negen zakken met in totaal 3.800.000 frank (94.200 euro). Bij aankomst in de kolenmijn reed tevens een wagen het terrein op, waar drie mannen uitsprongen. Ze waren in het bezit van een mitrailleur en twee revolvers. De mijnbedienden werden onder schot gehouden en het geld overgeladen. Nogmaals bleek hoe driest Pannecoucke te werk ging: noch hij noch zijn kompanen waren gemaskerd en de hele actie duurde amper 80 seconden. De directeur van de mijn zag vanuit zijn kantoor alles gebeuren en belde de rijkswacht. De brigadecommandant kreeg een rechtstreeks ooggetuigenverslag van de overval en stuurde onmiddellijk zijn mannen op pad. Na drie minuten waren ze ter plaatse. Pannecoucke en zijn handlangers waren er langs binnenwegen al vandoor, op weg naar hun schuiloord in Borchtlombeek. Ze stopten even om snel de valse nummerplaten van de auto weg te nemen. Ondertussen was nationaal alarm geslagen en wat verder – op een kruispunt tussen Braine-le-Comte en Lessines – moest Pannecoucke stoppen voor een rijkswachtcontrole. De gangster dacht dat hij erbij was. Toch bleef hij kalm en overhandigde de wetsdienaars papieren die op naam stonden van een Brussels industrieel. De rijkswacht liep erin en liet het voertuig vertrekken. Ze verontschuldigde zich zelfs voor het oponthoud. De luxewagen was nochtans gestolen te Kortrijk en bevatte de buit. Niettegenstaande het signalement van Pannecoucke overal in het land was doorgegeven, glipte hij weer door de mazen van het net. Bij een van de bendeleden thuis werd het geld vlug verdeeld en verstopt, onder meer in schuren. Een bendelid verstopte zijn deel zelfs onder een stenen drinkbak in een weide aan de Dender.
Pannecoucke bleef zich schuilhouden in het Pajottenland. Hij liet er zich doorgaan als ‘meneer Jules’ of ‘monsieur Jules’, een rijke industrieel uit Kortrijk. Zo kon hij zijn spilzucht rechtvaardigen.

### Arrestatie en veroordelingen
Drie weken na Mariemont-Bascoup ontsnapte Pannecoucke weer. Bij de inval van de rijkswacht in een herberg te Pamel sprong hij uit een raam. Hij werd onder vuur genomen, maar ontkwam in zijn met kogels doorzeefde wagen. 
Hij bleef in de streek en dook onder in Borchtlombeek bij de bazin van café Het Oaseken. Op 19 april 1951 kwam dit de ordediensten ter ore. Ze omsingelden het café en doorzochten het grondig. Een stapel bankbiljetten werd gevonden, allemaal met een op elkaar volgend serienummer. Een speurhond leidde de rijkswacht naar een afgesloten schuur. De cafébazin veinsde dat ze de sleutel verloren was. Rijkswachters klommen op het dak, haalden wat dakpannen weg en kwamen zo binnen. In een geheime kelder, afgedekt met een paar balen stro, vonden ze Pannecoucke. Na bijna vijf jaar was de voortvluchtige gevat. Zeven dagen na zijn aanhouding bekende hij de overval te Mariemont-Bascoup en verlinkte hij zijn overige bendeleden. Vermoedelijk was hijzelf eerder ook verraden door een van zijn bendeleden die het gerecht had geholpen als tipgever (zie verder).
Na zijn arrestatie volgde voor Pannecoucke een lange zwerftocht van rechtbank naar rechtbank. Hij tekende in mei 1951 beroep aan tegen het vonnis van de rechtbank van Mons uit juli 1950 (zie hoger) en vroeg de Nederlandstalige procedure. Zijn eis werd ingewilligd en in oktober 1951 verscheen Pannecoucke voor een Nederlandstalige correctionele rechtbank in Brussel. Zijn straf van 18 jaar werd er echter bevestigd. Diezelfde maand kwam hij voor het hof van Beroep in Gent dat zijn verzet behandelde tegen de veroordeling voor vluchtmisdrijf. Hij was eerder als autobestuurder bij verstek veroordeeld tot 18 maand gevangenisstraf en 1000 frank (24,80 euro) boete of 1 maand en voor het vluchtmisdrijf tot 2 maand en 1000 frank boete of 1 maand.
In november 1951 stond Pannecoucke voor de correctionele rechtbank van Oudenaarde, waar de overval van Mariemont-Bascoup werd behandeld, samen met andere overvallen en diefstallen. Hij werd veroordeeld tot een gevangenisstraf van 37 jaar en 5 maanden, alles herleid tot 20 jaar. Gerechtspsychiaters verklaarden hem volledig toerekeningsvatbaar. Weer ging Pannecoucke in beroep. Ten slotte behandelde het hof van beroep van Gent alle zaken tegen hem samen en veroordeelde de gangster in december 1951 tot 20 jaar cel. Zijn kompanen kregen straffen van vier maanden tot 17 jaar.

### In de gevangenis en het rusthuis
Tussen 1951 en 1971 zat Pannecoucke zijn straf uit in diverse gevangenissen, waaronder Charleroi, Oudenaarde en Leuven. Dit was niet onafgebroken. Wellicht kwam hij begin 1963 vervroegd vrij, want in mei 1963 werd hij in zijn woonplaats Deerlijk beroepshalve ingeschreven als timmerman. Volgens diverse getuigenissen werkte hij toen daadwerkelijk in een houtbedrijf in het nabijgelegen Vichte. Het leek erop dat Pannecoucke op het rechte pad zou blijven, maar in de daaropvolgende periode werd hij alsnog in Waregem gevat bij een poging tot woninginbraak. Hij vloog weer de cel in en moest het vervolg van zijn straf uitzitten. Ondertussen was begin 1964 café De Sterre gesloten en in mei van dat jaar werd het domicilie van Pannecoucke gewijzigd naar Heestert.
Op 21 juni 1971 kwam hij vrij. Intussen hadden enkele kruimeldiefstallen hem alweer een veroordeling tot zes maanden cel opgeleverd. Op last van het gerecht werd hij deze keer echter opgenomen in het bejaardentehuis van de Zusterkens der Armen in Antwerpen, waar hij bekend zou staan als een vriendelijk, gedienstig man. Een schijnvertoning, want Pannecoucke zon al twintig jaar op vergelding. Hij verdacht namelijk enkele van zijn voormalige bendeleden van verklikking en achterhouden van smokkelwaar.

### Ontsnapping en wraakmissie
Op 19 december 1971 liep hij weg uit het rusthuis en begon aan zijn wraakmissie. Eerst zou de verklikker aan de beurt komen. Samen met Willy Meeusen, een ex-celgenoot uit de gevangenis van Leuven, trok Pannecoucke naar het huis van voormalig bendelid Emiel Cobbaert te Denderleeuw. Pannecoucke was ervan overtuigd dat Cobbaert hem in 1951 na de overval te Mariemont-Bascoup had verraden voor de som van 400.000 frank (9.916 euro), een bedrag uitgeloofd door de verzekeringsmaatschappij van de bewuste mijn. Bij Cobbaert troffen ze alleen diens bijzit aan, Celine De Schrijver. Zij had indertijd ook deel uitgemaakt van Pannecouckes bende (of zoals in de regionale streektaal 'de benje van Pennekoek'). Meeusen sloeg de vrouw tegen de grond. Kort daarop wurgde Pannecoucke haar. Nadien bleef hij wachten tot Cobbaert thuiskwam. Dit gebeurde pas bijna een dag later. Cobbaert werd door Pannecoucke aangevallen met een mes, maar kon weglopen. Ook Pannecoucke koos het hazenpad. De verwittigde politie vond op het lichaam van de vermoorde vrouw een briefje met de tekst “Oog om oog, tand om tand. Get. de wreker”. Al vlug kwam Pannecoucke in het vizier, omdat Cobbaert hem had herkend.
Het signalement van Pannecoucke werd doorgegeven aan alle landelijke politie- en rijkswachtposten. Vooral in West-Vlaanderen en in het Kortrijkse werd naar hem uitgekeken. Weer was Pannecoucke de meestgezochte man van het land. Hij wist dat de politiediensten vooral auto’s controleerden en reisde met het openbaar vervoer. Hij had geluk en kon de politiediensten tussen 20 en 23 december telkens een stap voorblijven.
Na de moord was Pannecoucke vanuit Denderleeuw per bus vertrokken naar Brussel. Daarna reisde hij schijnbaar doelloos met de trein naar Aalst, Gent en Sint-Niklaas. Hij leek het noorden kwijt te zijn. Op 22 december was Pannecoucke in Antwerpen en stak een ondertekende brief in de bus van De Nieuwe Gazet (maar gericht aan Het Laatste Nieuws). Die was met de hand geschreven, chaotisch opgemaakt en moeilijk om te lezen. Pannecoucke schreef dat hij de moordenaar was van Celine De Schrijver, maar ontkende de moord zelf. Hij had de vrouw vermoord omdat ze bevriend was met Cobbaert. In de eerste plaats had hij uit wraak Cobbaert willen vermoorden, die hem had verlinkt na de overval te Mariemont-Bascoup. Hij had besloten iedereen te elimineren die hem ooit iets in de weg had gelegd, “zonder genade en zonder schuldgevoel. Ik voer oorlog… en het is normaal dat er in een oorlog lijken vallen. Voor mijn volgende acties hoop ik meer geluk te hebben.”
De krant verwittigde het gerecht, dat onmiddellijk een speractie opzette. Stad en agglomeratie Antwerpen werden uitgekamd. Alle uitvalswegen werden door de politie afgegrendeld en auto’s gecontroleerd. De agenten waren bewapend met geweren. Pannecoucke bleef echter spoorloos. Een dag later werd hij gesignaleerd in Schoonaarde, nadat hij als lifter vanuit Appels was meegenomen door een wagen. De bestuurder herkende Pannecoucke en belde nadien de politie. Wederom bleef hij onvindbaar. Intussen werd het handschrift in de brief vergeleken met dat op het briefje op het lijk. Ze stemden overeen.
Het parket van Antwerpen had eveneens een brief ontvangen van Pannecoucke. Deze kwam toe met de post. Ook hierin bekende hij de moord op Celine De Schrijver. Hij beschuldigde zichzelf van moord, maar ontkende de moord zelf. De schuld voor de moord gaf hij aan zijn kompaan Willy Meeusen. Die was overigens naar Duitsland gevlucht, waar hij later werd gearresteerd.
Intussen ging Pannecoucke door met zijn wraakactie. Op 23 december 1971 belde hij om 19u00 naar Evarist Rommens, vrachtvoerder en wonende in Deerlijk. Pannecoucke eiste van hem een bedrag van 20.000 frank (496 euro) als achterstallige schuld, te overhandigen aan het station van Deinze. Rommens deed wat hem werd opgedragen en reed daarna ondanks mogelijke politiecontroles met Pannecoucke via Izegem naar Roeselare. Daar nam Pannecoucke de trein naar Brugge. Vanuit die stad belde hij om 21u00 naar Sylveer Rommens, broer van Evarist en aannemer in wegenwerken, die in Desselgem woonde. Die was niet thuis. Om 22u00 probeerde Pannecoucke het nog een keer. Deze keer nam Rommens op. Van hem eiste Pannecoucke 50.000 frank (1.240 euro), een boerenhesp en een kruik jenever, af te geven aan het station van Deinze. Sylveer weigerde dit en vroeg dat Pannecoucke bij hem thuis kwam. Pannecoucke ging hierop in en spoorde naar Deinze. Van daaruit vertrok hij per taxi naar Desselgem. Hij wist niet dat Rommens tegelijk de rijkswacht had verwittigd.

### Opnieuw opgepakt en zelfmoord
’s Avonds laat stapte Pannecoucke uit de auto bij het huis van Sylveer Rommens in Desselgem, op de grens met Deerlijk. Leden van de Bijzondere Opsporingsbrigade (B.O.B.) van de rijkswacht stonden er klaar en konden hem zonder noemenswaardige tegenstand in de boeien slaan. Hij had nog de 20.000 frank op zak van Evarist Rommens en was in het bezit van een alarmpistool, gekocht in een speelgoedwinkel in Antwerpen.
Pannecoucke werd overgebracht naar de rijkswachtkazerne van Kortrijk. In de morgen van 24 december volgde een ondervraging op het gerechtshof van Kortrijk. ’s Middags reed men Pannecoucke naar het gerechtsgebouw van Dendermonde, dat de moord te Denderleeuw behandelde. Hij bleef tijdens de verhoren herhalen dat hij de vrouw niet had vermoord, maar er wel bij was geweest. Er werd getwijfeld aan het feit dat Pannecoucke een moord had gepleegd. Een dergelijke misdaad had hij nog nooit begaan. Toch werd hij op kerstdag door de onderzoeksrechter in voorlopige hechtenis genomen en overgebracht naar de plaatselijke gevangenis.
Pannecoucke was niet meer dezelfde als voorheen. Fysiek oogde hij niet echt fit meer; hij was verouderd en vermagerd. Maar vooral: de vele jaren in de gevangenis hadden van hem een verbitterd man gemaakt die zijn woede wou koelen op iedereen die hem ooit stokken in de wielen had gestoken. Hij was rancuneus. Na zijn arrestatie realiseerde hij zich dat alles mislukt was. Hij wist dat zelfs op medeplichtigheid aan moord zware straffen stonden en dat hij weer voor lange tijd achter de tralies zou belanden. Hij had niets meer te verliezen. Wellicht dreef dit besef hem tot zelfmoord. Hoewel hij constant in de gaten werd gehouden (om het kwartier kwam een cipier loeren aan zijn celdeur), kon Pannecoucke zich in de nacht van 29 december 1971 verhangen in zijn gevangeniscel te Dendermonde.

### Nabeschouwing

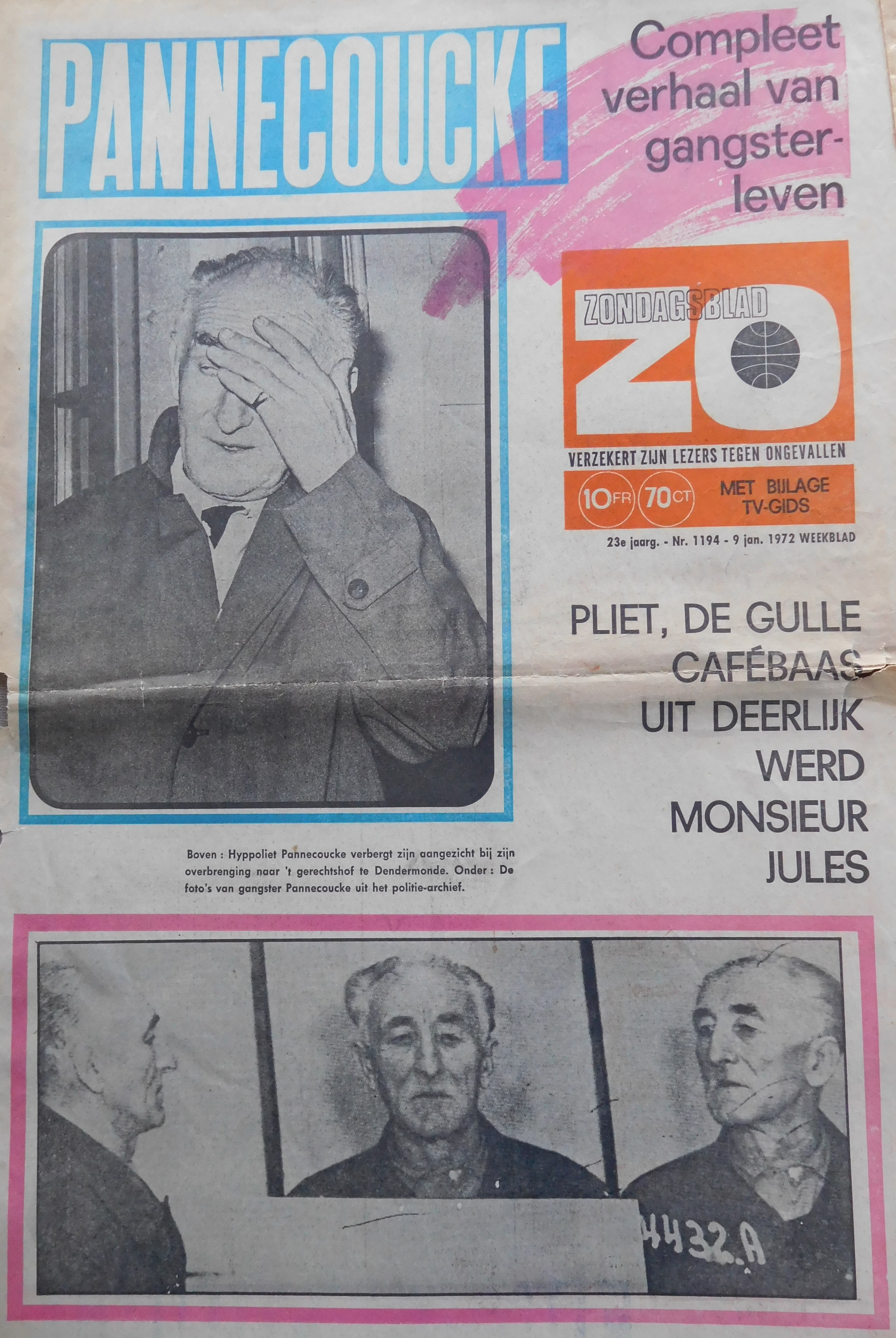
Hippolyte Pannecoucke headline van de Belgische krant Zondagsblad, 9 januari 1972

Met de dood van Hippolyte Pannecoucke verdween een berucht misdadiger. Sommige ex-bendeleden en anderen vreesden het ergste toen ze hoorden dat hij weer op pad was en uit op wraak. Ze doken onder. Tot ieders opluchting kon hij na een paar dagen op de vlucht makkelijk ingerekend worden. Blijkbaar stond Pannecoucke niet meer zo scherp en had hij fouten gemaakt. Dit was niet altijd zo geweest, wel integendeel. In zijn gloriejaren werd hij door vriend en vijand gezien als onversaagd, behendig, een sluwe vos. Zijn vermogen om voor jaren uit handen van politie en gerecht te blijven sprak tot de verbeelding. Er werd gesuggereerd dat hij bescherming genoot van hoge heren die hij hiervoor bedacht. Misschien werd hij hierdoor overmoedig: op een aantal van zijn strooptochten nam hij journalisten mee om hen nadien hierover te laten berichten in hun bladen. Al vlug ontstond een geromantiseerd beeld van Pannecoucke. Omdat zijn misdaden steevast werden gepleegd zonder bloedvergieten, werd hij in dezelfde pers al eens opgevoerd als een ‘gentleman-gangster’. Voor de gewone man was hij een soort Robin Hood. Hij stal veel, maar nooit van de armen. Die liet hij ongemoeid en sommigen stopte hij wat geld of goederen toe, zoals tijdens de oorlog.
Meer dan 50 jaar na zijn dood zit Pannecoucke nog altijd in het collectief geheugen. Laat bij oudere mensen in Deerlijk en omstreken de naam ‘Plietie’ vallen en iedereen weet direct over wie het gaat.